# Operace Jozue
Operace Jozue (anglicky: Operation Joshua) byla tajná operace přesunu 800 etiopských Židů (známých jako Falašové či společenství Beta Jisra'el) ze Súdánu do Izraele v roce 1985.
V roce 1985 George H. W. Bush, tehdejší viceprezident USA, zorganizoval misi sponzorovanou CIA. Tato operace následovala po operaci Mojžíš, která do Izraele přivezla 8000 etiopských Židů. Při operaci Jozue přiletělo ze Súdánu do Izraele dalších 800 osob. V dalších 5 letech však došlo z faktickému zastavení stěhování etiopských Židů do Izraele. Veškeré snahy o jednání jménem společenství Beta Jisra'el byly diktaturou Mengistu Haile Mariama ignorovány. Transfer byl obnoven až v roce 1991, kdy Mengistu ztratil nad zemí kontrolu. 